# Вулиця Шульгиних
Вулиця Шульгиних у Кропивницькому — вулиця у Фортечному та Подільському районах міста Кропивницького.
Вулиця Шульгиних в Кропивницькому пролягає від вулиці Шевченка до р. Інгул (Рибний пров.).
Вулицю Шульгиних перетинають вулиці Дворцова, Чміленка, Тараса Карпи, Гоголя, проспект Винниченка.
Виникла у XIX столітті, мала назву «Миргородська». Назва походила від того, що першопоселенцями були вихідці з Миргорода. Аж до початку XX ст. була невпорядкованою, не мала твердого покриття. 1926 року вулицю було названо на честь радянського державного діяча Михайла Калініна.
16 грудня 2014 року Кіровоградська міська рада надала вулиці назву «родини Шульгиних».

## Галерея

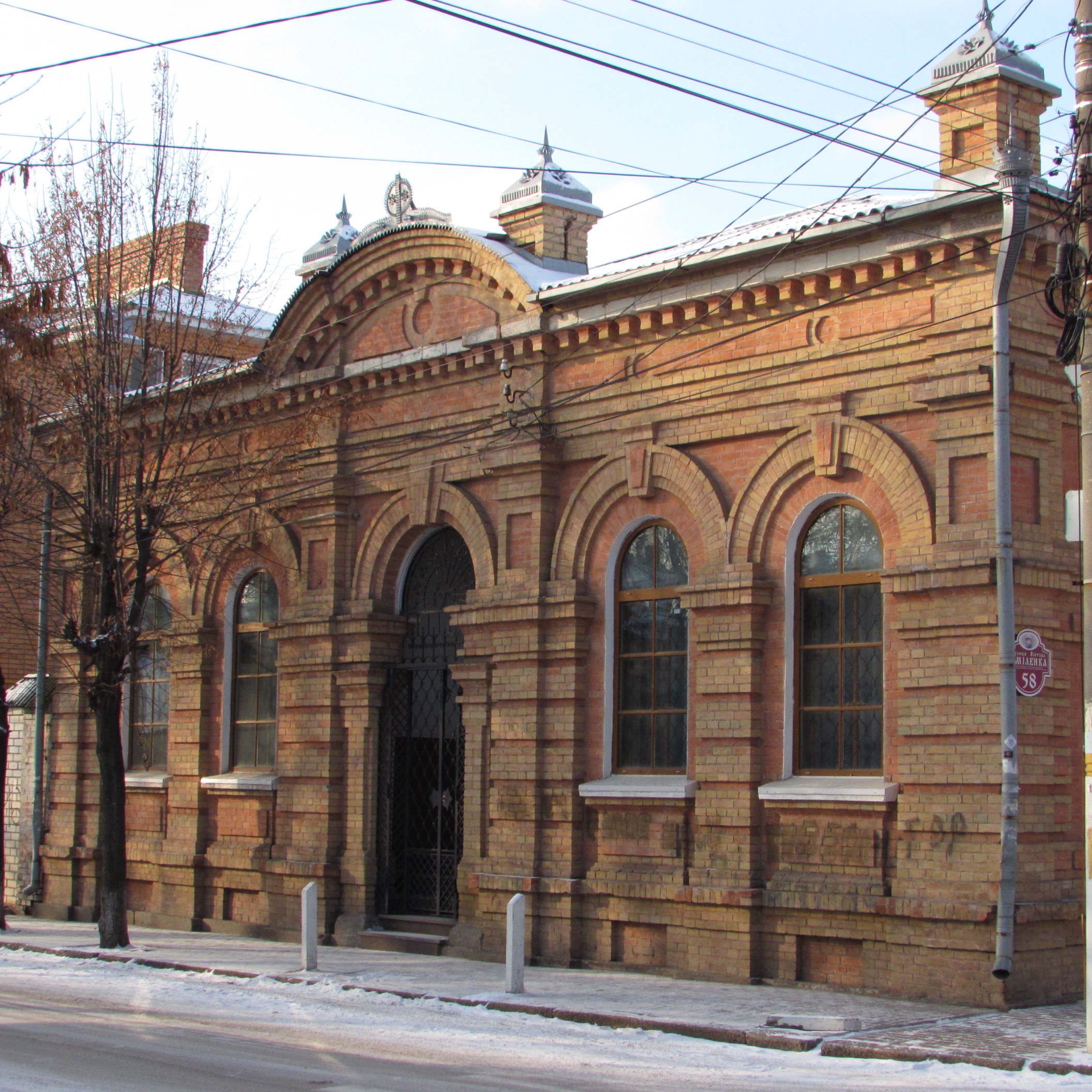
Шульгіних, 16 дріб 58
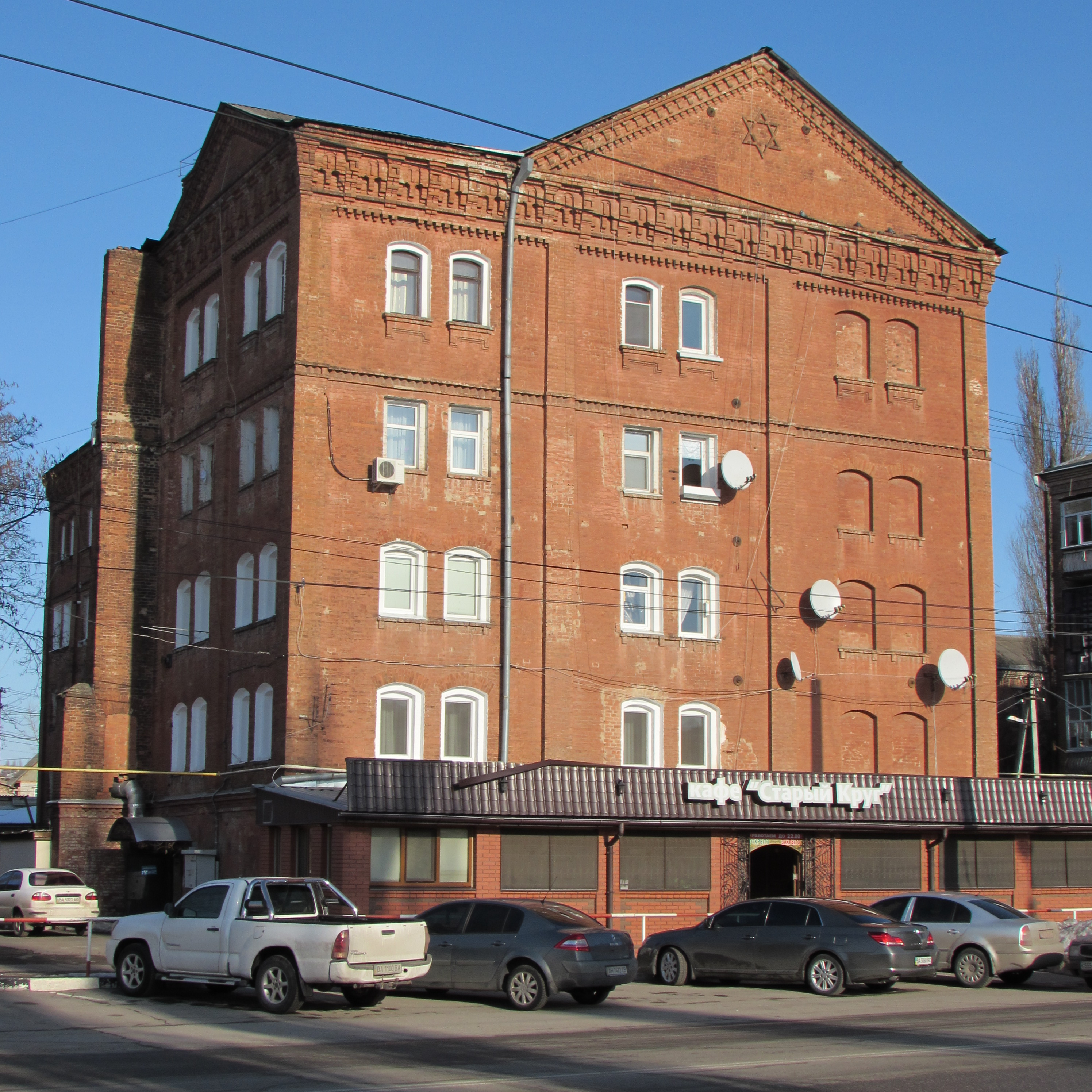
Шульгиних, 32. Млин Бродського

## Джерело
- Матівос Ю. М. Вулицями рідного міста, Кіровоград: ТОВ «Імекс-ЛТД», стор. 29